# Sergentomyia hoogstraali
Sergentomyia hoogstraali är en tvåvingeart som först beskrevs av David Fairchild 1952.  Sergentomyia hoogstraali ingår i släktet Sergentomyia och familjen fjärilsmyggor. Inga underarter finns listade i Catalogue of Life.